# Kateřina Neumannová
Kateřina Neumannováⓘ (Písek, 15 februari 1973) is een voormalige Tsjechische langlaufster.

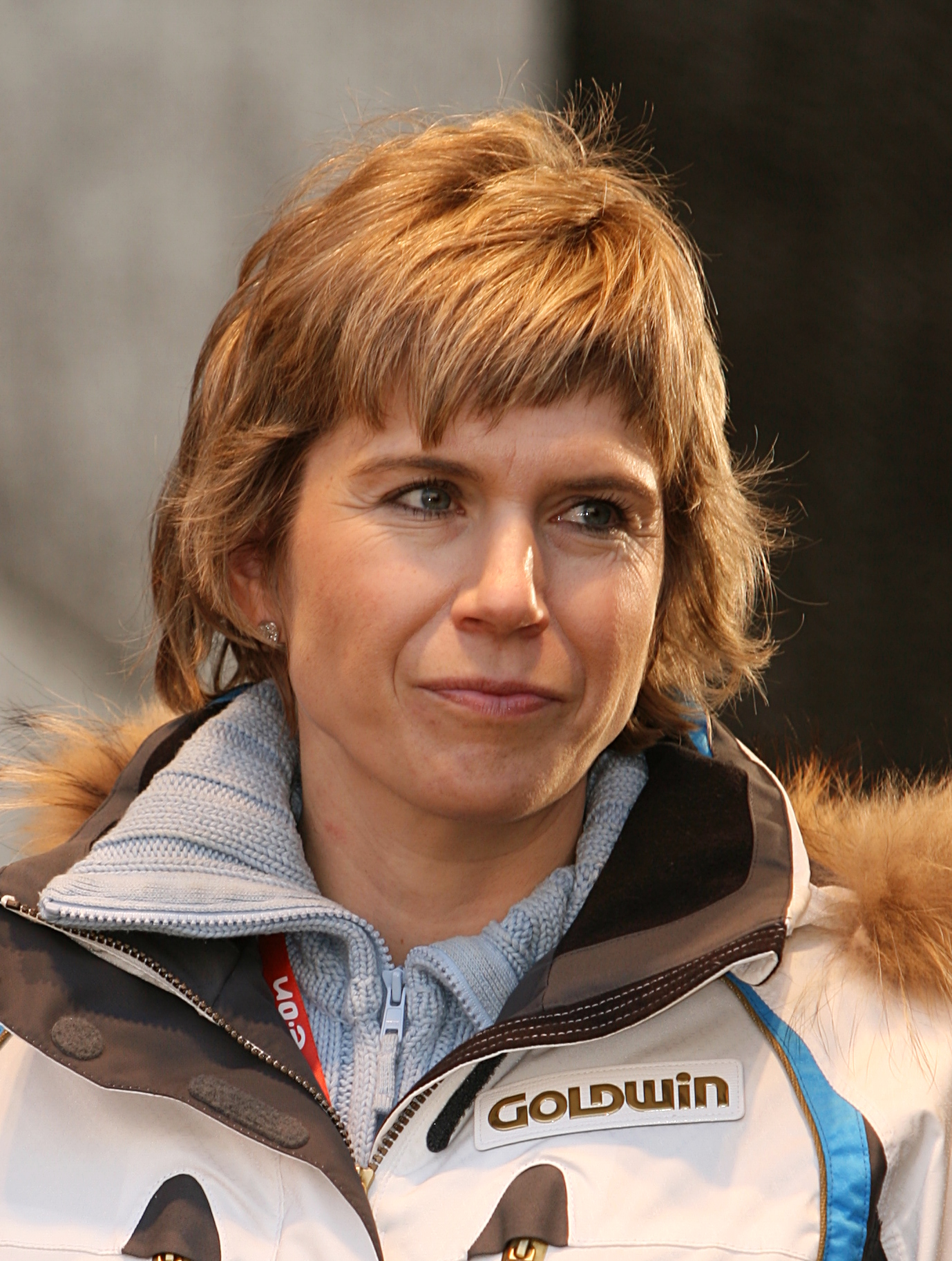
Kateřina Neumannová (2007)

Kateřina Neumannová deed in 1996 mee aan de Olympische Zomerspelen op het onderdeel mountainbiken. Daarmee is zij de eerste Tsjechische vrouw die aan de Zomer- én Winterspelen meedeed.
Kateřina won bij de wereldkampioenschappen langlaufen in 1997 brons op de 15 kilometer vrije stijl. Haar Olympisch debuut was tijdens de Olympische Winterspelen 1992 in Albertville. Tijdens de Olympische Winterspelen 1998 in Nagano won ze zilver op de 5 kilometer klassiek en brons op de 10 kilometer vrije stijl. Bij de wereldkampioenschappen in 1999 won ze brons op de 5 kilometer klassiek.
Ook bij de Olympische Winterspelen 2002 in Salt Lake City viel ze in de prijzen door op de 15 kilometer achtervolging de zilveren medaille te winnen. Na een zwangerschap en de geboorte van haar dochter in 2003 keerde ze in 2005 terug op internationaal niveau en behaalde ze het WK-goud op de 15 kilometer vrije stijl.
Haar prestatie van Salt Lake City werd geëvenaard tijden de Olympische Winterspelen 2006. Daar haalde ze opnieuw de zilveren medaille nadat ze in de eindsprint werd geklopt door Kristina Šmigun. 12 dagen later haalde ze echter alsnog olympisch goud door de 30 kilometer te winnen.
Na het seizoen 2006/2007 zette ze een punt achter haar carrière.